# Galena (hop)
Galena is een hopvariëteit, gebruikt voor het brouwen van bier.
Deze hopvariëteit is een “bitterhop”, bij het bierbrouwen voornamelijk gebruikt voor zijn bittereigenschappen. Deze Amerikaanse cultivar is ontstaan door een open bestuiving van de Brewer's Gold-variëteit, ontwikkeld in Idaho in de jaren zeventig en op de markt gebracht in 1978.

## Kenmerken
- Alfazuur: 10 – 14%
- Bètazuur: 7 – 9%
- Eigenschappen: zwarte bessen en citrusaroma, aromatische kenmerken vergelijkbaar met de oude Bullion-variëteit